# Azové
Azové är en ort i Benin. Den ligger i den södra delen av landet, 110 kilometer nordväst om huvudstaden Porto-Novo. Azové ligger 195 meter över havet och antalet invånare är 22 853.
Terrängen runt Azové är huvudsakligen platt. Azové ligger uppe på en höjd. Runt Azové är det tätbefolkat, med 530 invånare per kvadratkilometer.. Närmaste större samhälle är Dogbo, 17,0 kilometer sydost om Azové.
Omgivningarna runt Azové är en mosaik av jordbruksmark och naturlig växtlighet.